# János Sarusi Kis
János Sarusi Kis (Csongrád, 29 de junio de 1960) es un deportista húngaro que compitió en piragüismo en la modalidad de aguas tranquilas. Ganó seis medallas en el Campeonato Mundial de Piragüismo entre los años 1981 y 1986.
Participó en los Juegos Olímpicos de Seúl 1988, donde finalizó sexto en la prueba de C2 500 m.

## Palmarés internacional
| Campeonato Mundial | Campeonato Mundial       | Campeonato Mundial | Campeonato Mundial |
| Año                | Lugar                    | Medalla            | Evento             |
| ------------------ | ------------------------ | ------------------ | ------------------ |
| 1981               | Nottingham (Reino Unido) | Medalla de bronce  | C1 500 m           |
| 1982               | Belgrado (Yugoslavia)    | Medalla de plata   | C1 500 m           |
| 1982               | Belgrado (Yugoslavia)    | Medalla de oro     | C2 1000 m          |
| 1985               | Malinas (Bélgica)        | Medalla de oro     | C2 500 m           |
| 1986               | Montreal (Canadá)        | Medalla de oro     | C2 500 m           |
| 1986               | Montreal (Canadá)        | Medalla de oro     | C2 1000 m          |